# Federazione pallavolistica dell'Argentina
La Federazione argentina di pallavolo (spa. Federación del Voleibol Argentino, FeVA) è un'organizzazione fondata nel 2003 per governare la pratica della pallavolo in Argentina.
Organizza il campionato maschile e femminile, e pone sotto la propria egida la nazionale maschile e femminile.
Ha aderito alla FIVB nel 2004.